# Hawker 4000

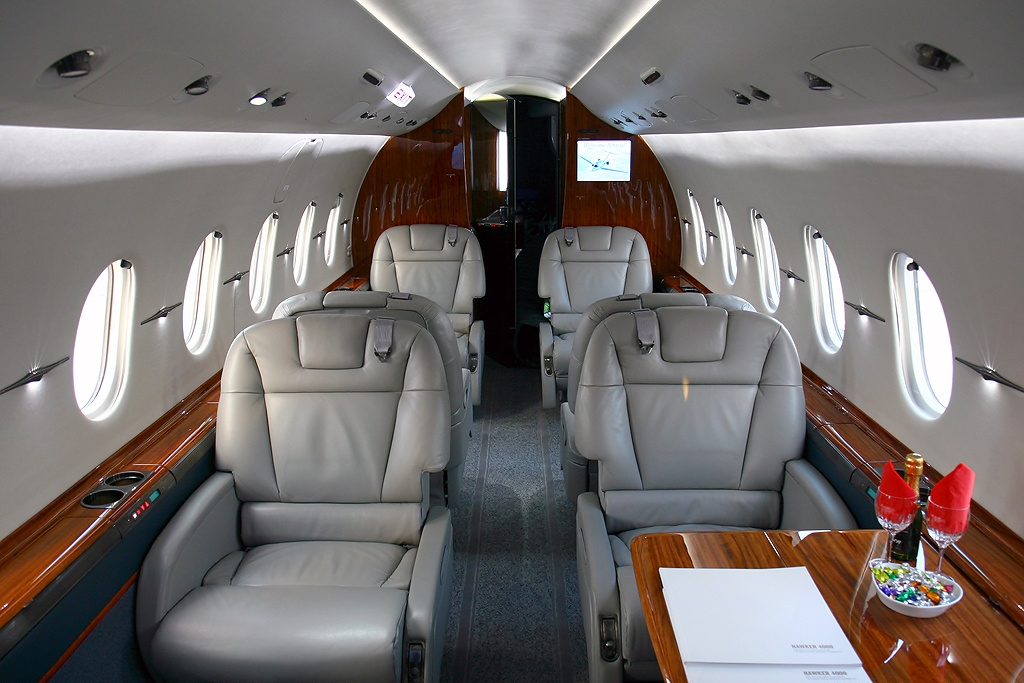
Cabine Hawker 4000

De Hawker 4000 of Hawker 4000 Horizon is een tweemotorig turbofan zakenvliegtuig voor 8-10 passagiers, gebouwd door Beechcraft. Het toestel maakte zijn eerste vlucht op 11 augustus 2001. Tussen 2001 en 2013 zijn er 73 exemplaren gebouwd.

## Ontwerp en historie
In november 1996 kondigde Beechcraft de Hawker Horizon aan, die groter was dan de bestaande Hawker 800. De eerste vlucht werd gemaakt in 2001. De romp is geheel geconstrueerd van composiet materiaal en voorzien van moderne avionics,  een glass cockpit (beeldschermen in het dashboard) en autothrottle (automatische stuwkrachtregeling). De vleugels zijn gemaakt van aluminium en hebben een geavanceerde vorm en profiel, welke later ook zijn toegepast op de Cessna Citation Longitude. De Hawker 4000 biedt een ruime 1,97 meter brede cabine met 1,83 meter stahoogte. De normale indeling is voor 8-10 personen, maar dit kan worden opgehoogd tot een maximum van 14 passagiers of 6.906 kg nuttige lading. 
Wegens de reorganisatie van Hawker-Beechcraft in 2013 werd het Hawker Horizon project in de verkoop gezet, waarna de productie tot stilstand kwam.

## Vergelijkbare vliegtuigen
- Cessna Citation X
- Gulfstream G280
- Embraer Legacy 600